# إيرنيستو ميخيا سانشيز
إيرنيستو ميخيا سانشيز (بالإسبانية: Ernesto Mejía Sánchez)‏ هو دبلوماسي وشاعر نيكاراغوي، ولد في 1923 في مسايا، نيكاراغوا في نيكاراغوا، وتوفي في 1985.